# Древесница въедливая
Древесница въедливая, или древоточец грушевый (лат. Zeuzera pyrina) — ночная бабочка из семейства Древоточцы.

## Описание
Размах крыльев 50—70 мм. Самец несколько меньше самки, длина брюшка 25—30 мм, размах крыльев от 50 до 55 мм. Длина брюшка самки около 45—50 мм, а размах крыльев 60—70 мм.
Крылья узкие, с заметно скошенным наружным краем. Передние крылья беловатые, в многочисленных угловатых фиолетово-чёрных пятнах, расположенных рядами вдоль жилок. Задние крылья полупрозрачные, кроме анальной области, в густых мелких фиолетово-чёрных пятнах. Голова белая, лоб чёрный. Грудь белая, с 3 парами округлых чёрных пятен, постепенно сужающихся к заднему краю спинки. Спинка белая, с 6 попарно расположенными тёмными пятнами. Брюшко чёрное, с короткими белыми волосовидными чешуйках по заднему краю каждого сегмента и плоской кисточкой таких же чешуек на вершине. Усики у основания двугребенчатые, выше пильчатые; у самца гребешки значительно короче, а у вершины усиков простые. Усики самца с нижней стороны заметно перистые. Яйцеклад у самки длинный, телескопический.

## Ареал
По всей Европе кроме крайнего севера, Кавказ, Крым. Нахождение вида в Западной Сибири сомнительно. Известна также в Северной Африке, а также Гане, где акклиматизировалась, и в Северной Америке, куда была также завезена. Нахождение вида в Китае (Цинхай, Чжэцзян) сомнительно.

## Время лёта
Лёт растянут в зависимости от участка ареала с июня — июля до конца августа.

## Жизненный цикл

### Яйцо
Самки откладывают яйца по одному на кору лиственных деревьев возле почек. До 300 штук. После кладки самка погибает. Окраска яиц от светло-жёлтой до слегка розоватой. Форма цилиндрическая, бока закруглённые. Стадия яйца длится 14 дней.

### Гусеница

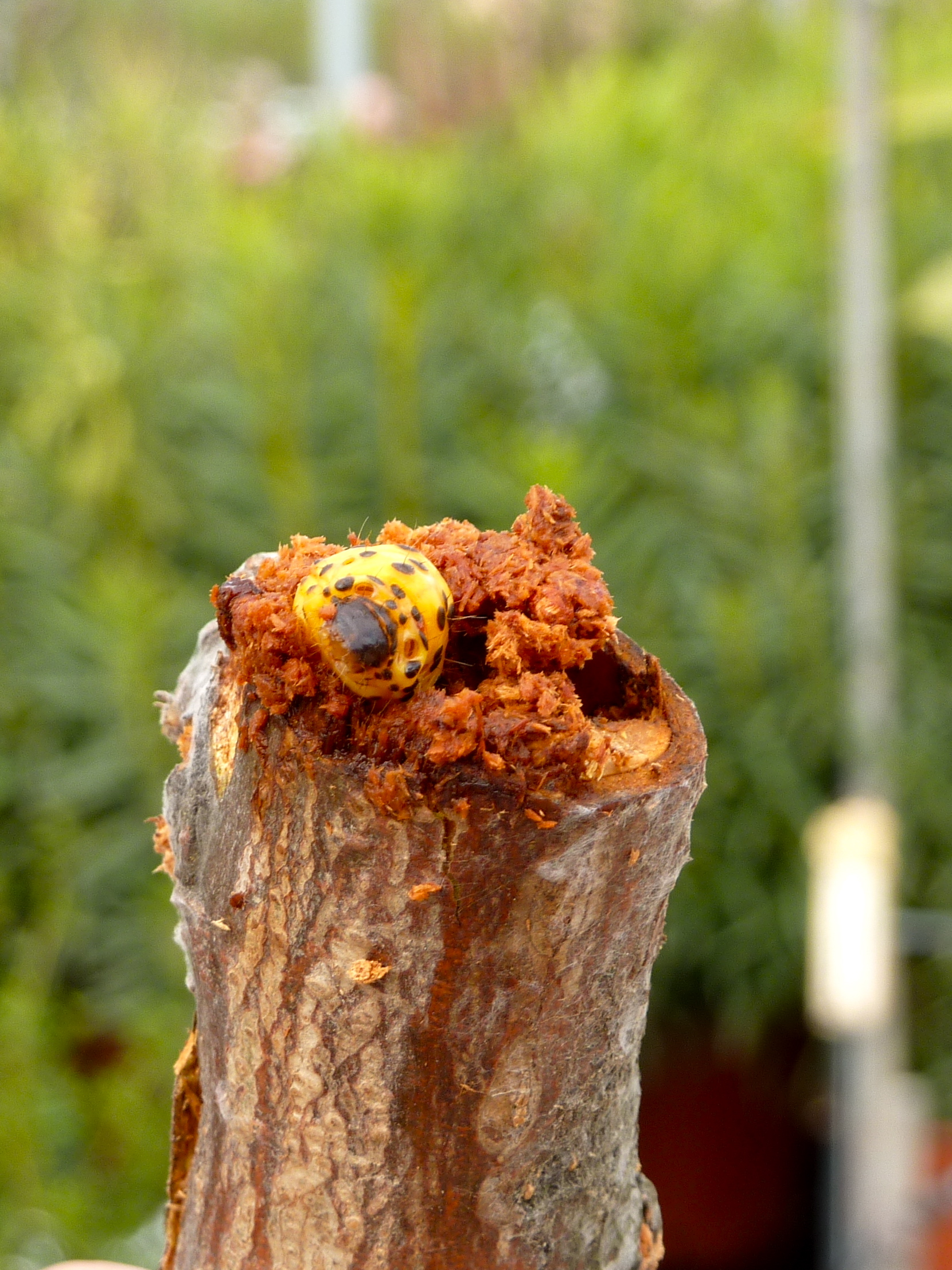
Гусеница

Гусеницы развиваются в стволах и ветках различных деревьев, зимуют дважды. После рождения они розовато-жёлтого цвета, старших возрастов — оранжево-жёлтые с блестящими чёрными бородавками. Голова, затылочный и брюшной щиток тёмной окраски. Длина гусеницы 50—60 мм.

#### Кормовые растения гусениц[6]
- Acer
- Aesculus
- Broussonetia
- Carya
- Castanea
- Celtis
- Ceratonia
- Cotoneaster
- Crataegus
- Cydonia
- Fagus
- Fraxinus
- Ilex
- Juglans
- Ligustrum
- Liquidambar
- Liriodendron
- Lonicera
- Malus
- Olea
- Prunus
- Punica
- Pyrus
- Quercus
- Rhododendron
- Ribes
- Robinia
- Rubus
- Salix
- Syringa
- Tilia
- Ulmus
- Viburnum

### Куколка
Куколка каштаново-коричневая, длиной 40—45 мм, с характерным загнутым выступом на голове. Конец брюшка куколки немного скошен, с небольшим веночком шипиков. Окукливание происходит в конце хода.